# Chiesa dei Santi Pietro e Paolo (Spinone al Lago)
La chiesa dei Santi Pietro e Paolo  è la parrocchia di Spinone al Lago in provincia e diocesi di Bergamo, e fa parte del Vicariato di Borgo di Terzo-Casazza. La chiesa conserva il dipinto di Domenico Carpinoni raffigurante la Madonna del Santo Rosario.

## Storia
La chiesa fu progettata dall'ingegnere Elia Fornoni per volontà dell'allora parroco Angelo Milesi. I lavori furono iniziati nel 1909 e terminata nel 1913, ma già nel successivo ventennio il fabbricato presentò problemi strutturali che necessitarono i lavori di manutenzione straordinaria.

## Descrizione
La chiesa è collocata nel centro urbano cittadino.
L'edificio dal classico orientamento con l'abside a est e la facciata a ovest è preceduta da un ampio sagrato delimitato da un muro in pietra. La chiesa conserva il dipinto Madonna del Rosario con i santi Domenico, Caterina da Sena, Giovanni Battista, Lorenzo e Francesco d'Assisi di Domenico Carpinoni.